# Péramèle de Céram
Rhynchomeles prattorum
Genre
Espèce
Statut de conservation UICN

 EN B1ab(iii)+2ab(iii) : En danger
Le péramèle de Céram (Rhynchomeles prattorum) est un mammifère marsupial de la famille des Peramelidae. C'est la seule espèce du genre Rhynchomeles. Il se trouve en Indonésie où il est menacé.